# صالح عبد العزيز الحداد
صالح الحداد، (1986-) لاعب كويتي في مسابقة الوثب الطويل ، لاعب نادي القادسية منذ عام 1995 وفي المنتخب الوطني منذ عام 1997،

## نشاته
ولد صالح عبد العزيز علي الحداد في الكويت 7 أبريل 1986، ونشأ في منطقة بيان ، وهو من اسرة رياضية، فوالد المخرج والممثل والمهندس عبد العزيز علي الحداد وكان لاعبًا في لعبة الكارتيه وحامل الحزام الأسود، كذلك شقيقه الأكبر المهندس محمد عبد العزيز الحداد كان أيضًا لاعبًا في لعبة الكارتيه وكذلك حامل الحزام الأسود، ولكن تميّز صالح عن أبيه وشقيقه للذهاب إلى أم الألعاب وبالتحديد مسابقة الوثب الطويل، اكتشفه الدكتور حسن أشكناني عندما كان في سن العاشره من عمره أثناء وجوده في أحد المراكز التدريبية التي تقام بعد انتهاء العمل أو الدراسة مباشره، نصحه بالقدوم إلى نادي القادسية وبأنه لدية موهبه فريده من نوعها وهي السرعة وقوّة الوثب، وفي أول بطولة شارك فيها اللاعب صالح الحداد في عمر ال10 سنوات كانت ال60 متر عدو حينها حصل على المركز الثالث على الكويت، بعد ذلك ابتعد اللاعب ان مسابقات السرعة وذهب إلى ما هو يحبّه ويميل إليه وهي مسابقات الوثب، شارك في مسابقة الوثب الطويل والوثب العالي، لم يبرز بين اللاعبين من حيث المستوى والأرقام المطلوبة، لكن برز من حيث الأداء في التكنيك، تدرب تحت اشرف العديد من المدربين وأبرزهم غانم البناو، زولتان، محمد اليوحه، خوليو بيكربينو، وكان الأخير هو من له الفضل عليه حينما سجّل رقمه الخرافي في فئة الناشئين وهو 7.50 بعدما كان الرقم الكويتي 7.02 باسم لاعب نادي فحيحيل حمد النجّار كان ذلك في عام 2003، لم ينتهِ الموضوع لذلك الأمر فبهذا الرقم حطّم اللاعب صالح الحداد رقم فئة الشباب كذلك المسجّل باسم اللاعب إبراهيم العسك وهو 7.48، فأصبح رقم الناشئين والشباب آن ذاك هو 7.50 باسم اللاعب صالح الحداد، استمر صالح الحداد بتحقيق الأرقام القياسية حيث حطّم في عام 2005 الرقم القياسي لفئة الشباب وهو 7.50 الذي هو حامله عندما قفز مسافة 7.83 وأصبح غاب قوسين أو ادنى بتحطيم الرقم القياسي لفئة العمومي المسجّل باسم اللاعب الكبير خالد فرحان البخيت وهو 7.91، حصد اللاعب على الكثير من الميداليات الخليجية والعربية والآسيوية وأبرزها في عام 2006 عندما كان عمره آن ذاك 20 عامًا عندما فجّر المفاجأة بتحقيقه الميدالية الفضية في دورة الألعاب الآسوية التي أقيمة في قطر عندما قفز مسافة 7.88 خلف البطل السعودي حسين طاهر السبع، حيث تغلّب على كل نجوم القارّة الصفراء وأبرزها لاعب المنتخب السعودي أحمد فايز الدوسري.
- صالح الحداد هو أوّل لاعب كويتي في تاريخ ألعاب القوى الكويتية يجتاز حاجز ال8 أمتار عندما قفز في 5-5-2009 وحقق مسافة 8.02 كسر حاجز ال8 وكذلك الرقم الكويتي السابق المسجّل باسم اللاعب خالد البخيت وهو 7.91.

## أبرز الإنجازات
1. الميدالية الذهبية في بطولة مجلس التعاون الخليجي لفئة الناشئين عام 2003 (7.50)
2. الميدالية الذهبية في البطولة العربية لفئة الشباب عام 2004 (7.49)
3. الميدالية الذهبية في دورة الجامعات لدول مجلس التعاون الخليجي في عام 2005 (7.83)
4. الميدالية الفضية في دورة الألعاب الآسيوية للصالات المغلقة عام 2005 (7.52)
5. الميدالية الذهبية في دورة ألعاب غرب آسيا عام 2005(7.50)
6. الميدالية البرونزية في بطولة آسيا للصالات المغلقة عام 2006 (7.52)
7. الميدالية الفضية في دورة الألعاب الآسيوية عام 2006 (7.88)
8. الميدالية الفضيّة في بطولة آسيا عام 2007 (8.05) ريح
9. الميدالية الفضية في بطولة آسيا للصالات المغلقة عام 2008 (7.88)
10. الميدالية الذهبية في ملتقى فجر الدولي عام 2009 (7.85)
11. الميدالية الذهبية في ملتقى فجر الدولي عام 2009 في مسابقة ال60 متر عدو (6.78)
12. الميدالية البرونزية في بطولة غرب آسيا عام 2010 (7.83)
13. الميدالية الذهبية في دورة الألعاب الخليجية عام 2011 (7.62)
14. الميدالية الذهبية في دورة الألعاب العربية عام 2011 (7.83)
15. الميدالية البرونزية في دورة الألعاب الإسلامية عام 2013 (7.66)
16. الميدالية فالفضية في ملتقى تايلند الدولي عام 2013 (7.57)
17. الميدالية الذهبية في ملتقى فجر الدولي في طهران 2014 (7.85)
18. الميدالية الذهبية في بطولة آسيا للصالات المغلقة في الصين عام 2014 (7.94)
19. الميدالية الفضية في بطولة الجائزة الكبرى الدولية في نامور «بلجيكا» 2014 (7.49)
20. الميدالية الذهبية في ملتقى لايدن الدولي «هولندا» 2014 (7.85)

21. الميدالية الفضية في بطولة مجلس التعاون الخليجي 2015 (7.90)
22. الميدالية الذهبية في البطولة العربية 2015 (7.96)

## الأرقام القياسية
1. صاحب الرقم القياسي الكويتي في مسابقة الوثب الطويل لفئة الناشئين (7.50) عام 2003
2. صاحب الرقم القياسي الكويتي في مسابقة الوثب الطويل لفئة الشباب (7.83) عام 2005
3. صاحب الرقم القياسي الكويتي في مسابقة الوثب الطويل لفئة العمومي (8.02) عام 2009
4. صاحب الرقم القياسي الكويتي في مسابقة الوثب الطويل لفئة العمومي في الصالات المغلقة (7.94) عام 2014
5. صاحب الرقم القياسي الكويتي في مسابقة ال60 متر عدو لفئة العمومي في الصالات المغلقة (6.78) 2009

## وصلات خارجية
- صالح عبد العزيز الحداد على موقع الاتحاد الدولي لألعاب القوى (الإنجليزية)
- صالح عبد العزيز الحداد على موقع الدوري الماسي (الإنجليزية)